# Poecilipta venusta
Poecilipta venusta là một loài nhện trong họ Corinnidae.
Loài này thuộc chi Poecilipta. Poecilipta venusta được William Joseph Rainbow miêu tả năm 1904.